# Младен Јагушт
Младен Јагушт (Суња, 10. децембар 1924 — Београд,  29. јул 2025) био је један од најзначајнијих диригената у Србији. Искусни хорски, оперски, симфонијски и ораторијумски диригент међународног реномеа.
На Загребачкој Музичкој академији је био ученик Фридриха Цауна код кога је дипломирао 1949. године. Своје практично оспособљавање за диригентски позив почео је још 1945. године са хором „Иван Горан Ковачић” који је и основао. Затим је радио са Камерним хором Радио Загреба, те као корепетитор и диригент загребачке Опере. Руководи хором и оркестром Уметничког ансамбла Дома ЈНА у Београду у периоду 1957.-1966, а диригент и директор Опере са Балетом Српског народног позоришта је од 1. јула 1966. до 31. децембра 1970. У том периоду (1968) додељена му је и Октобарска награда Новог Сада. Након одласка из Новог Сада, био је диригент и шеф Симфонијског оркестра и хора РТВ Београд.
Добитник је Октобарске награде града Београда, Вукове награде, а награду Удружења композитора Југославије је добио за извођење домаћих аутора и снимке тих извођења („Коштана”, „Охридска легенда”, као и комплетан опус Стевана Ст. Мокрањца). Деловао је и као редовни професор на Академији уметности у Новом Саду и Факултету музичких уметности у Београду, а за рад са оркестром новосадске Академије је добио и награду за животно дело. Гостовао је у Аустрији, Белгији, Енглеској, Италији, Канади, Куби, Мађарској, Мароку, Немачкој, Пољској, Русији, Румунији, Швајцарској и Украјини, као и у свим већим центрима бивше Југославије.
80 година живота и 60 година уметничког рада је обележио великим извођењем „Реквијема” Ђузепеа Вердија у Центру Сава у 19. новембра 2004.
Последњи пут је дириговао Симфонијским оркестром и хором РТС-а Брамсов Немачки реквијем у Коларчевој задужбини 24. децембра 2016. у 92. години живота.
Преминуо је 29. јула 2025. године, у Београду, у 101. години.